# 那須塩原市立三島小学校
那須塩原市立三島小学校（なすしおばらしりつ みしましょうがっこう）は、栃木県那須塩原市三島にある公立小学校。

## 概要
生徒数は735名（2020年5月1日現在）で、那須塩原市内の小学校では最大級規模である。

## 沿革

### 年表
- 1902年1月 - 狩野第二尋常小学校として創立。
- 1923年4月 - 高等科設置により狩野尋常高等小学校と改称。
- 1941年4月 - 国民学校令により狩野村第二国民学校と改称。
- 1947年
  - 4月 - 学制改革により狩野村立三島小学校と改称。
  - 9月8日 - 村内に昭和天皇の戦後巡幸（香淳皇后も同行）。皇帝に那須郡民奉迎場が設営された[1]。
- 1955年2月 - 町村合併により西那須野町立三島小学校と改称。
- 1966年3月 - 新校舎(現北校舎)、校歌制定
- 1971年1月 - 体育館落成
- 1978年3月 - 校舎増築(鉄筋2階建て)
- 1985年8月 - プール完成
- 1996年2月 - 新校舎(3階建て本館)落成(2月26日使用開始)
- 1996年10月 - 北校舎改造完成
- 1997年3月 - さんさん広場公園完成
- 2005年1月1日 - 市町村合併により那須塩原市立三島小学校と改称。
- 2005年3月 - 北校舎改築
- 2015年3月 - 体育館完成

## 教育方針
- 校心
  - 開拓の心
- 教育目標
  - 自ら学ぶ子ども
  - 思いやりのある子ども
  - たくましい子ども

## 通学区域
通学区域は以下の通りである。
那須塩原市
- 五軒町のうち5番 - 7番
- 西栄町のうち9番
- 北赤田のうち316番地の一部
- 東赤田
- 三島1丁目 - 5丁目
- 東三島1丁目 - 6丁目
- 西三島1丁目 - 6丁目
- 西三島7丁目のうち236番地の一部、253番地及び334番地の一部
- 南郷屋1丁目 - 5丁目
- 睦
- 大字井口のうち533番地の一部、537番地から543番地、546番地から548番地、552番地の一部

## 交通
- JR宇都宮線「西那須野駅」より徒歩23分（約1.8km）
- 那須塩原市営バス（ゆーバス）西那須野線「三島」バス停より徒歩4分（約300m）
- JRバス関東「三島小学校前」バス停より徒歩1分